# Manuel Siebenmann
Manuel Siebenmann (* 11. März 1959 in Boston) ist ein deutsch-schweizerischer Film- und Fernsehregisseur, Autor und Dramaturg.

## Leben
Manuel Siebenmann ist der Enkel der Dichterin Lonja Stehelin-Holzing und Großneffe der Schriftstellerin Marie Luise Kaschnitz. Sein Vater Rudolf Ernst Siebenmann (1922–2018) war Professor der Pathologie an der Universität Zürich. Seine Schwester Nina Siebenmann (1956–2009) war Musikerin und Dozentin am Konservatorium Zürich. Siebenmann wuchs in der Schweiz auf.
Nach dem Abitur arbeitete Siebenmann als Aufnahmeleiter und Regieassistent bei  Filmproduktionen (u. a. „Der Zauberberg“), als Fotograf und in Brasilien als Landvermesser. Während des Studiums der Theaterwissenschaften, Publizistik und Soziologie an der Freien Universität Berlin entstanden erste Kurzfilme. Siebenmann machte als Regieassistent Erfahrungen am Schillertheater Berlin und bei Filmproduktionen in Deutschland und der Schweiz, unter anderem bei Daniel Schmid, Urs Egger, Urs Odermatt und Georges Luneaux.
Er besuchte Regie-Seminare und Workshops bei Krzysztof Kieślowski, Edward Zebrowski, Andrew Birkin und Weiterbildungen im Bereich Drehbuch bei Frank Daniel, David Howard, Don Bohlinger, und in der Masterschool Drehbuch.
1990 bis 1992 studierte Siebenmann Regie am American Film Institute (AFI) in Los Angeles.
Siebenmann war in den 1990er-Jahren beim Aufbau der Daily-Soap „Gute Zeiten, schlechte Zeiten“ beteiligt und führte Regie für Serien, unter anderem „Jede Menge Leben“, „Dr. Stefan Frank“, „OP ruft Dr. Bruckner“ und „Wolffs Revier“. Seine Vorliebe für intimes Drama und gebrochene Protagonisten zeigte sich in den ersten abendfüllenden Regiearbeiten für RTL und Sat.1. Siebenmann führte dreimal (2000, 2003 und 2006) für den „Tatort“ Regie, außerdem für die Krimiserien „Polizeiruf 110“ und „Wilsberg“.
Er drehte mehrere Fernsehfilme für ZDF und BR, wie das Kriegsdrama „In einem anderen Leben“ (2003) und „Freiwild – Ein Würzburg-Krimi“ (2008) als Auftakt einer neuen Krimiserie. In der Schweiz drehte er für SF DRS die Komödie „Fremde im Paradies“ und den Polit-Thriller „Nebenwirkungen“, der 2008 mit dem Schweizer Filmpreis („Beste Darstellerin“) ausgezeichnet wurde. Siebenmann arbeitet als Autor an der Entwicklung eigener Filmstoffe, unter anderem über die junge Hannah Arendt, und das literarische Werk von Marie Luise Kaschnitz.
Siebenmann ist Mitglied der Schweizer Filmakademie und als Vorstand im Bundesverband Regie BVR und im Deutschen Kulturrat (stellv. Sprecherrat Film und Audiovision) tätig.
Siebenmann hat eine Tochter (* 1999) und lebt in Berlin.

## Filmografie
- 1982: Zugzwang
- 1983: QuandoQueDondeFuerra
- 1984: Altmanns Regel
- 1990: Kind of Love
- 1991: Mr. Morning
- 1991: Optimist
- 1997: Blutige Scheidung
- 1998: Urlaub auf Leben und Tod
- 2001: Tatort – Ein mörderisches Märchen
- 2001: Polizeiruf 110 – Angst
- 2002: Wilsberg und der Tote im Beichtstuhl
- 2004: Tatort – Große Liebe
- 2004: Fremde im Paradies
- 2005: In einem anderen Leben
- 2005: Tatort – Nur ein Spiel
- 2007: Nebenwirkungen
- 2008: Freiwild – Ein Würzburg-Krimi
- 2009: Marie Brand und die Nacht der Vergeltung
- 2011: Der Eisenhans

## Auszeichnungen
- Förderpreis des Kuratorium Kulturelles Leben Aargau, Schweiz  (1990)
- Stanley Thomas Johnson-Preis für „Optimists“' (1992)
- Förderverein dt. Kinderfilm „Grüsse an der Buschmann“ (mit Beate Pfeiffer) (1993)
- Nominierung beim Adolf-Grimme-Preis „Ein Mörderisches Märchen“ (2002)
- Schweizer Filmpreis für  „Nebenwirkungen“ (Beste Darstellerin: Sabine Timoteo) (2008)